# Leiurus hebraeus
Espèce
Synonymes
- Buthus quinquestriatus hebraeus Birula, 1908

Leiurus hebraeus est une espèce de scorpions de la famille des Buthidae.

## Distribution
Cette espèce se rencontre en Jordanie, en Palestine, en Israël, au Liban et en Syrie.

## Description

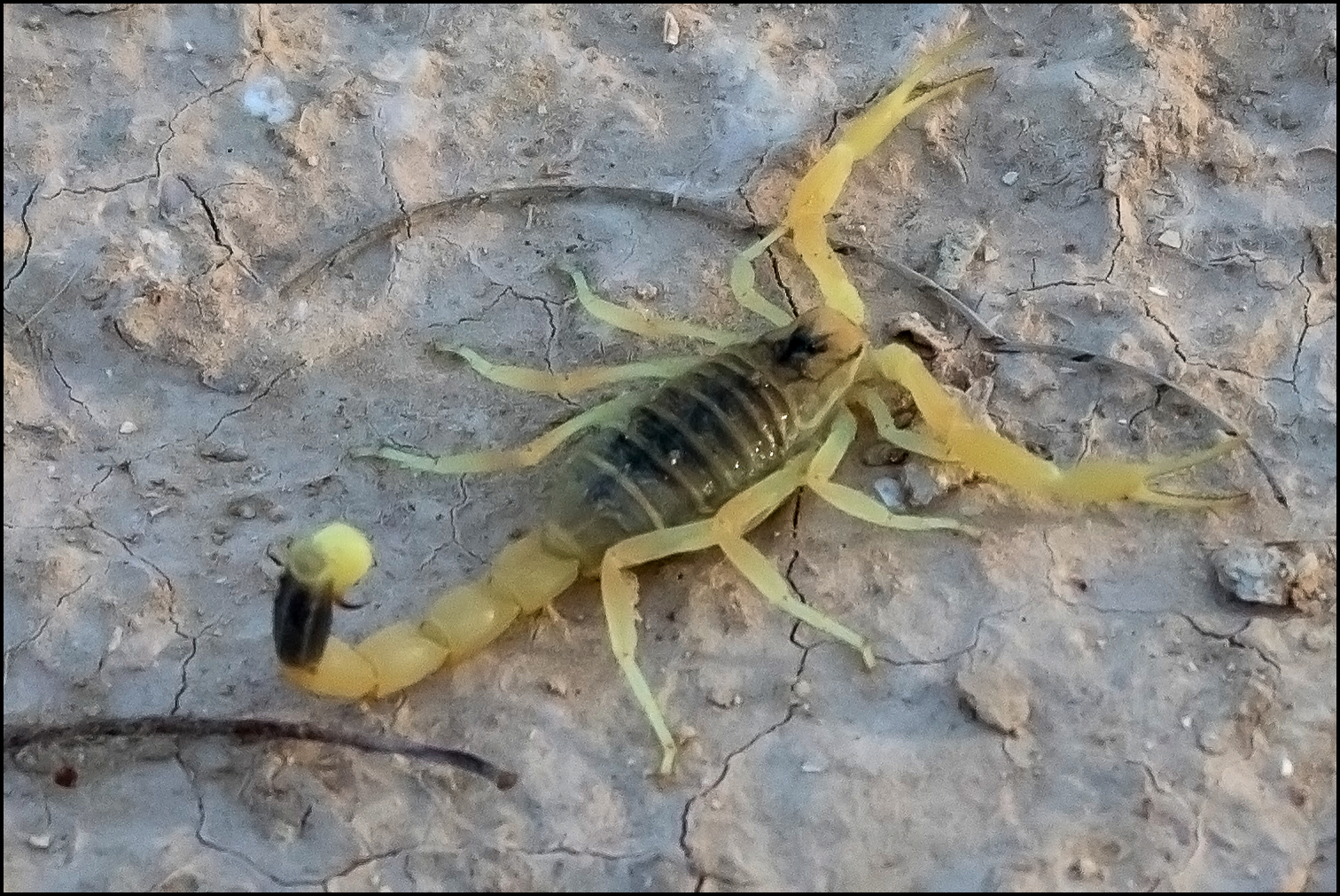
Leiurus hebraeus

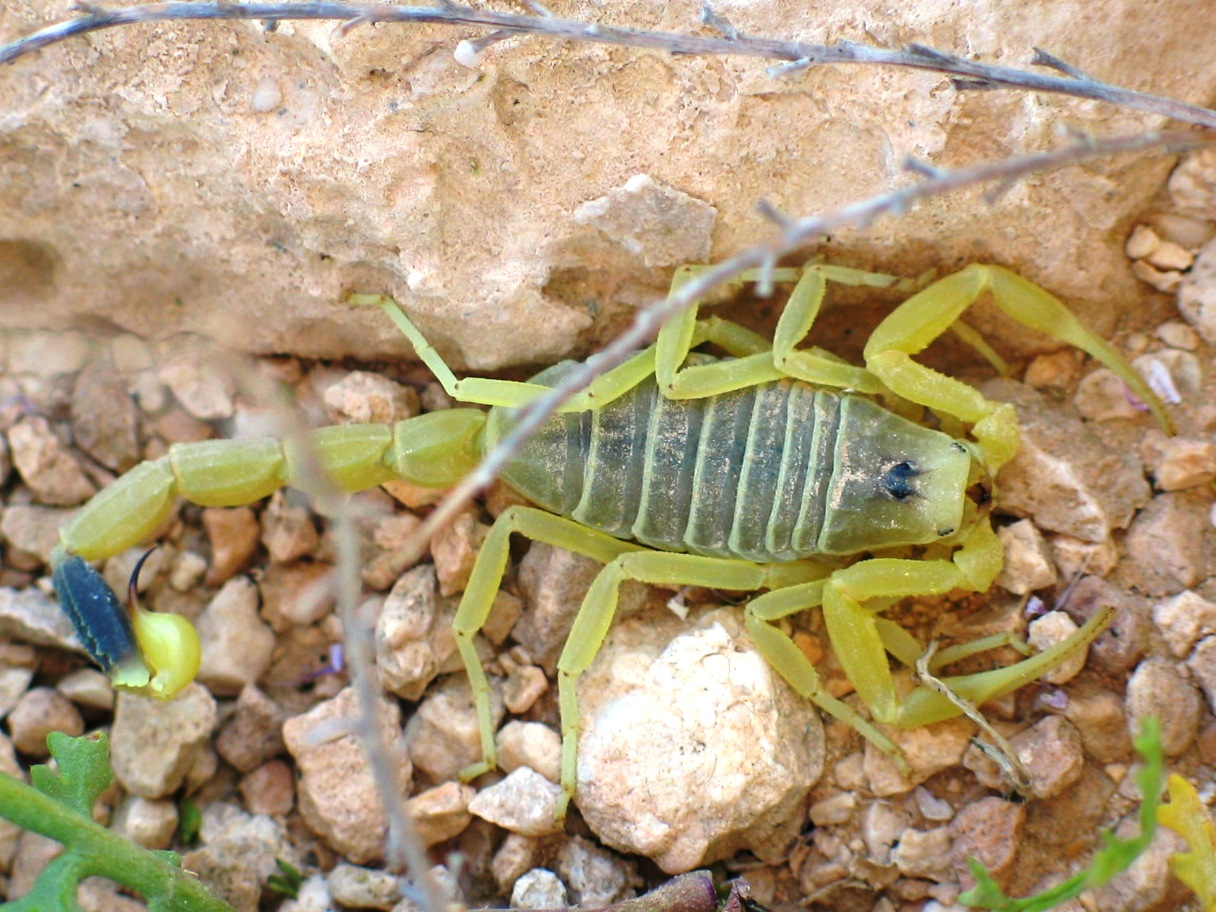
Leiurus hebraeus

Leiurus hebraeus mesure de 58 à 77 mm.

## Systématique et taxinomie
Cette espèce a été décrite sous le protonyme Buthus quinquestriatus hebraeus par Birula en 1908. Elle suit son espèce dans le genre Leiurus en 1949. Elle est élevée au rang d'espèce par Lowe, Yağmur et Kovařík en 2014.

## Publication originale
- Birula, 1908 : « Ergebnisse der mit Subvention aus der Erbschaft Treitl unternommenen zoologischen Forschungsreise Dr. F. Werner's nach dem ägyptischen Sudan und Nord-Uganda. XIV. Scorpiones und Solifugae. » Sitzungsberichte der Kaiserlich-Königlichen Akademie der Wissen-schaften, vol. 117, part. 2, no 1, p. 121–152.